# 老顶山街道
老顶山街道，是中华人民共和国山西省长治市潞州区下辖的一个乡镇级行政单位。原为老顶山镇，2021年撤镇改设为街道办事处。

## 行政区划
截至2021年，老顶山街道下辖1个社区及20个行政村：
关村社区、壶口村、小罗村、冀家庄村、天桥村、罗家庄村、西长井村、石桥村、凤桥村、杏树凹村、双桥庄村、嶂头村、南垂村、关村、庄里村、漳沂村、赵凹村、王村、山门村、河头村和金口村。